# 藤井一雄
藤井 一雄（ふじい かずお、1927年9月2日 - ）は、日本の実業家、馬主、競走馬生産者。
1960年代に障害競走で活躍したフジノオーの馬主として知られる。

## 経歴・人物
1927年、山口県出身。明治大学商学部卒業後、1971年に果実、家畜などの貿易を行う藤井治商事株式会社の取締役社長に就任。1963年11月には日本バナナ輸入組合理事長、1969年7月には日本柑橘輸入組合理事長に就任している。1967年11月には農事功労章を受章した。1978年には、藤井治商事が日本中央競馬会の代理としてアメリカから種牡馬・ハンザダンサーを購入したが、その際に日本中央競馬会へ提出した明細と、アメリカの売主が証言した売却額に食い違いがあったことで、藤井治商事が「手数料」を不正に受領した疑惑が持ち上がった。
趣味は乗馬、旅行。同郷である佐藤栄作と親交があったという。

## 馬主活動

藤井の勝負服

日本中央競馬会（JRA）に登録する馬主としても知られる。勝負服の柄は紫、白山形一本輪、桃袖。冠名には「フジノ」を用いる。かつては藤井治商事株式会社、藤井農牧場株式会社、インペリアル株式会社の馬主名義も存在していた。

### 不二牧場
1955年、北海道浦河町荻伏に不二牧場を設立。「健康で丈夫な馬」を目標とし、生産活動を行っている。
主な生産馬
*印のある馬名は藤井の所有馬。
- フジノオー[12]*（中山大障害4回〈1963年秋・1964年春秋・1965年春〉）
- ダイニテンラン[13]（1966年目黒記念・春）
- フジノチカラ[13]*（1965年東京障害特別）
- フジノホマレ[13]*（1968年中山大障害）
- コマサツキ[12]（1980年サンスポ賞4歳牝馬特別）
- フジノフウウン[12]*（1984年東京優駿3着）
- テツノカチドキ[12]（1984年東京大賞典、1985年大井記念、関東盃、1986年大井記念、1987年帝王賞、東京大賞典）
- ブリザード[11]（1990年朝日杯3歳ステークス3着）
- バトールハーン（1999年青山記念）
- ライジングタイド（2001年中津大賞典）
- ハナズゴール[11][12]（2012年チューリップ賞、2013年京都牝馬ステークス、2014年オールエイジドステークス）